# نايجل دي يونغ
نايجل دي يونغ (Nigel de Jong)، من مواليد 30 نوفمبر 1984 في أمستردام في هولندا، لاعب كرة قدم هولندي .
انتقل إلى نادي هامبورغ الألماني عام 2006 ثم إلى نادي مانشستر سيتي سنة 2009.
بدأ باللعب مع منتخب هولندا لكرة القدم في عام 2004.

## روابط خارجية
- نايجل دي يونغ على موقع الاتحاد الدولي (مؤرشف)  (الإنجليزية)
- نايجل دي يونغ على موقع الاتحاد الأوربي (الإنجليزية)
- نايجل دي يونغ على موقع اتحاد تركيا (لاعب) (الإنجليزية)
- نايجل دي يونغ على موقع الدوري الأمريكي (الإنجليزية)
- نايجل دي يونغ على موقع قاعدة بيانات كرة القدم.إي يو (الإنجليزية)
- نايجل دي يونغ على موقع بيانات كرة القدم. دي إي (الألمانية)
- نايجل دي يونغ على موقع ناشيونال فوتبول تيمز (الإنجليزية)
- نايجل دي يونغ على موقع Soccerbase.com (لاعب) (الإنجليزية)
- نايجل دي يونغ على موقع Soccerway.com (الإنجليزية)
- نايجل دي يونغ على موقع عالم كرة القدم.نت (الإنجليزية)